# Bayertor

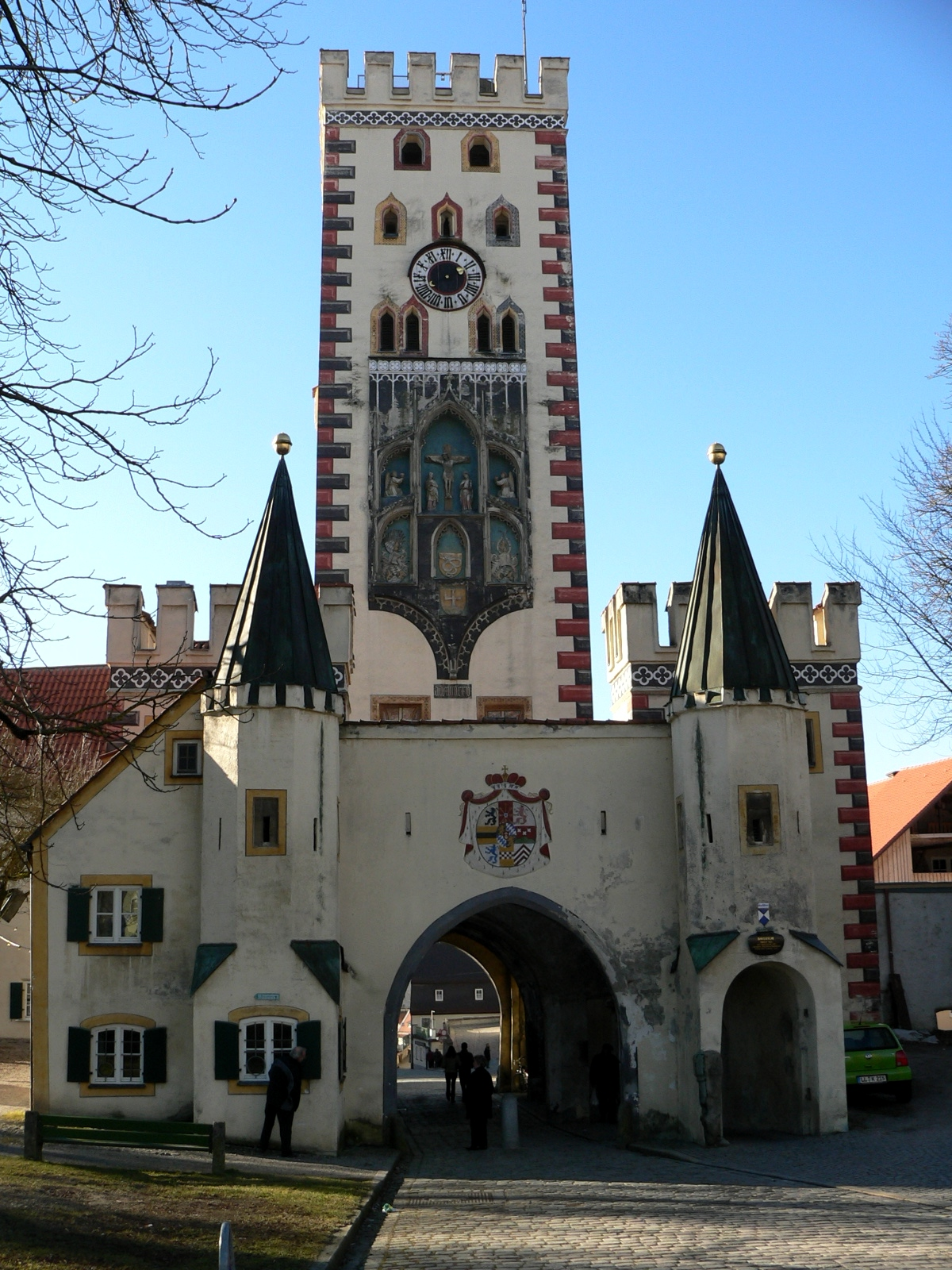
Bayertor in Landsberg

Das Bayertor in Landsberg am Lech ist Teil der erweiterten Stadtbefestigung und wurde von 1419 bis 1425 als Abschluss des dritten Stadtmauerringes und als Tor gen Osten – gen Bayern – erbaut. Als Grenzstadt zu Schwaben kam Landsberg am Lech eine wichtige strategische Bedeutung zu. Die Turmanlage diente, geschützt durch eine Zugbrücke, mit ihren vier Toren, zwei Fanghöfen und den Wehrgängen im Inneren der Verteidigung der Stadt, aber auch der Sicherung der Grenze zwischen dem Bayern der Wittelsbacher und dem Bistum Augsburg. Darüber hinaus war das Bayertor – auch Münchner Tor genannt – eine der wichtigsten Zollstationen der Stadt. Hier hatten Händler ihre Warenzölle sowie das Pflastergeld zu entrichten. Zudem diente das Bayertor schon zur Errichtungszeit neben verteidigungstechnischen auch repräsentativen Zwecken und sollte die Stärke und den Wohlstand der Stadt an der Salzstraße verbildlichen.
Durch seine farbige Gestaltung und seinen vielfältigen Fassadenschmuck gilt das Bayertor als eine der größten und schönsten Toranlagen im spätgotischen Stil in Süddeutschland. Der in mehreren Geschossen auf quadratischem Grundriss errichtete Torturm misst 36 Meter. Im oberen Drittel wird der zinnenbekrönte Turm durch drei Reihen spätgotischer Fenster geprägt. An der Ostseite des Turmes befindet sich unter der Uhr ein großes Sandstein-Relief. Es zeigt in seinem Zentrum die Kreuzigungsgruppe Jesus am Kreuz mit seiner Mutter und Johannes. In zwei seitlichen Nischen knien Engel, die in ihren Kelchen das sakrale Blut Christis sammeln. Unterhalb dieser Szene sind nebeneinander die Wappen der Stifter angebracht: links das Wappen von Herzog Wilhelm, rechts das seines Bruders und in der Mitte das Wappen der Elisabeth Visconti. Als Ehefrau von Herzog Ernst, von dem sie die Stadt Landsberg am Lech als Heiratsgut erhielt, war sie eine wichtige Gönnerin der Stadt. Aus Verbundenheit mit Landsberg unterstütze sie gemeinsam mit den beiden Herzögen den Bau der Anlage mit großzügigen finanziellen Zuwendungen. Ein kleines Rechteck im spitz nach unten zulaufenden Rahmen des Reliefs zeigt das Wappen der Stadt und darunter in gotischen Ziffern die Jahreszahl des Turmbaus. Das von Johann Anwander gemalte kurpfälzisch-bayerische Wappen auf der Feldseite des Vorturmes wurde 1768 angebracht.
Gut zehn Jahre nach der ursprünglichen Fertigstellung wurde dem Bauwerk im Osten eine sogenannte Barbakane vorgelagert, eine Befestigungsanlage mit zwei Innenhöfen, die quadratische zinnenbewehrte Seitentürme und weitere Verbindungsbauten flankieren. Nachdem die Feuerwaffen in der zweiten Hälfte des 15. Jahrhunderts wesentlich weiterentwickelt waren, versuchte man mit diesen Verteidigungsbauten hierauf zu reagieren. Barbakanen waren besonders darauf hin konzipiert, leicht zu verteidigen zu sein und vergrößerten den Verteidigungsraum einer Wehranlage ins Vorfeld. Auch die im Turmobergeschoss eingebaute Uhr stammt aus dieser Zeit, das Uhrwerk ist noch heute erhalten. Eine letzte große Baumaßnahme wurde um 1860/1870 durchgeführt, als man einen Wasserbehälter im Turminneren für die städtische Wasserversorgung einbaute. Weitere Restaurierungen folgten Anfang der 1970er Jahre sowie 2015/2016.
In der Tordurchfahrt hängt ein Kruzifix aus dem späten 16. oder frühen 17. Jahrhundert, das Überlieferungen zufolge bei einem Lechhochwasser in der Stadt angeschwemmt wurde. Ihm gegenüber verweist die Inschrift auf den Heiligen Dismas, der als Schutzpatron der Fuhrleute vor ihrer gefährlichen Fahrt die alte Bergstraße hinab große Verehrung erfuhr. Die Turmglocke auf der stadtzugewandten Seite wurde vermutlich im 17. oder 18. Jahrhundert montiert und wird im Volksmund als „Schwedenglocke“ bezeichnet.
Das Bayertor kann von Mai bis Oktober besichtigt werden. Die Aussichtsplattform bietet eine der schönsten Aussichten über die Stadt, den Lech, das Umland und bei Föhnwetter bis in die Alpen. Eine Besteigung ist von Mai bis Oktober von Dienstag bis Sonntag von 10.30 Uhr – 12.30 Uhr / 13.00 Uhr – 17.00 Uhr möglich.
Das Innere des Hauptturms ist mit Architekturmalereien verziert, die teilweise noch im Original besichtigt werden können. Ein Film visualisiert die Geschichte des Turms und die Materialien im Kindereck führen kindgerecht in die Bedeutung der Anlage und die Geschichte Landsbergs ein.
Heute gilt das Bayertor als eines der Wahrzeichen der Lechstadt.

## Bayertor als Wehranlage
Der Hauptturm wurde ursprünglich als Wehranlage gebaut und ist durch Fanghöfe mit Wehrgängen gesichert. Die Anlage hatte vier Tore. Über dem Graben befand sich eine Zugbrücke. Trotzdem war das Bayertor schon in der Erbauungszeit für seine Funktion als Wehrturm veraltet, weil der relativ dünnwandige Turm den damals aufkommenden Feuerwaffen nicht gut standhalten konnte. Für die Aufstellung von Feuerwaffen war er ebenfalls schlecht geeignet. Deshalb wurde er im Dreißigjährigen Krieg durch Bastionen und Erdwälle verstärkt.

## Sonstiges
Das Bayertor ist auf dem Wappen des Landsberger Eishockeyvereins EV Landsberg 2000 abgebildet.

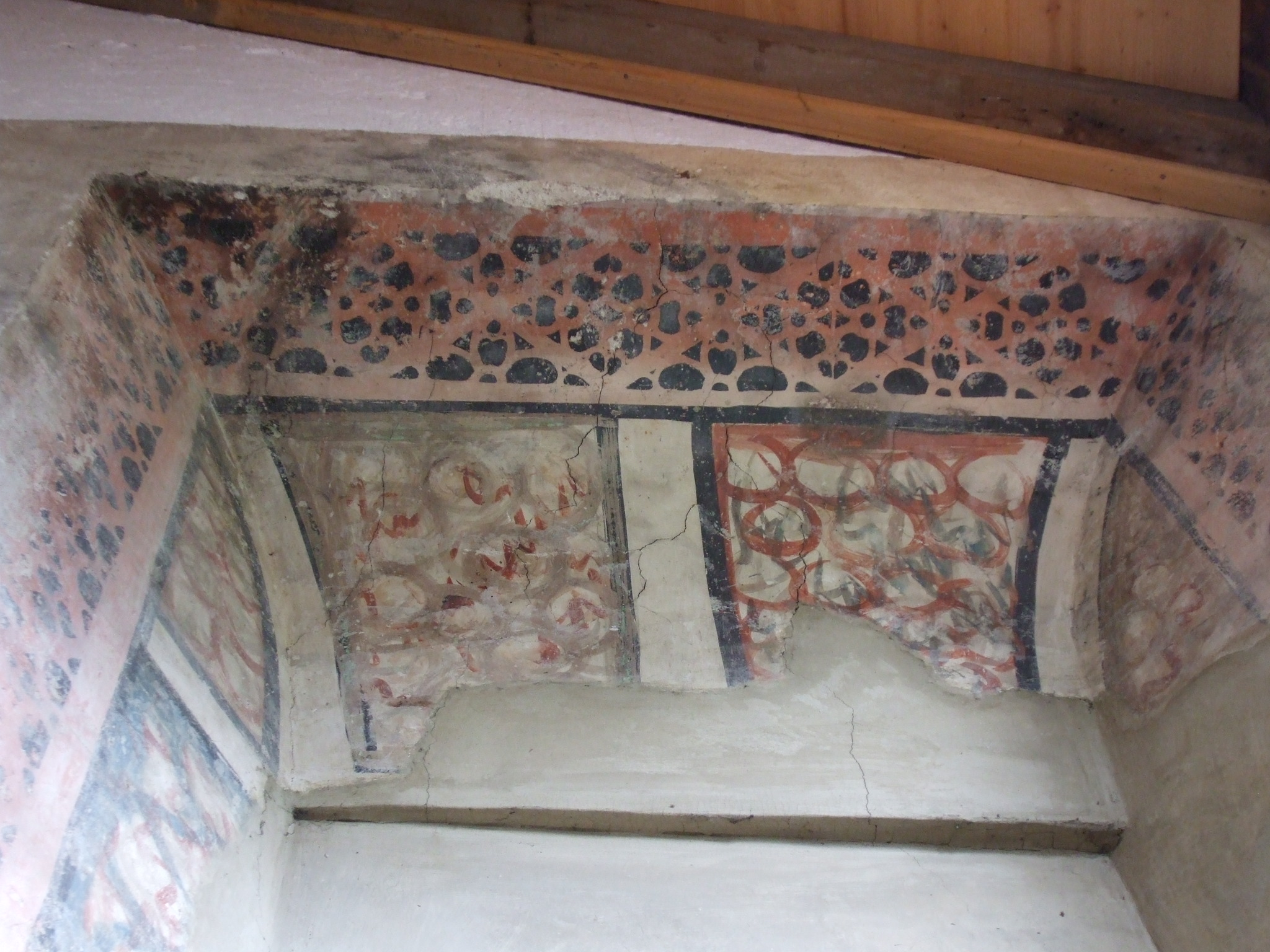
Originalbemalung im Innern des Bayertors
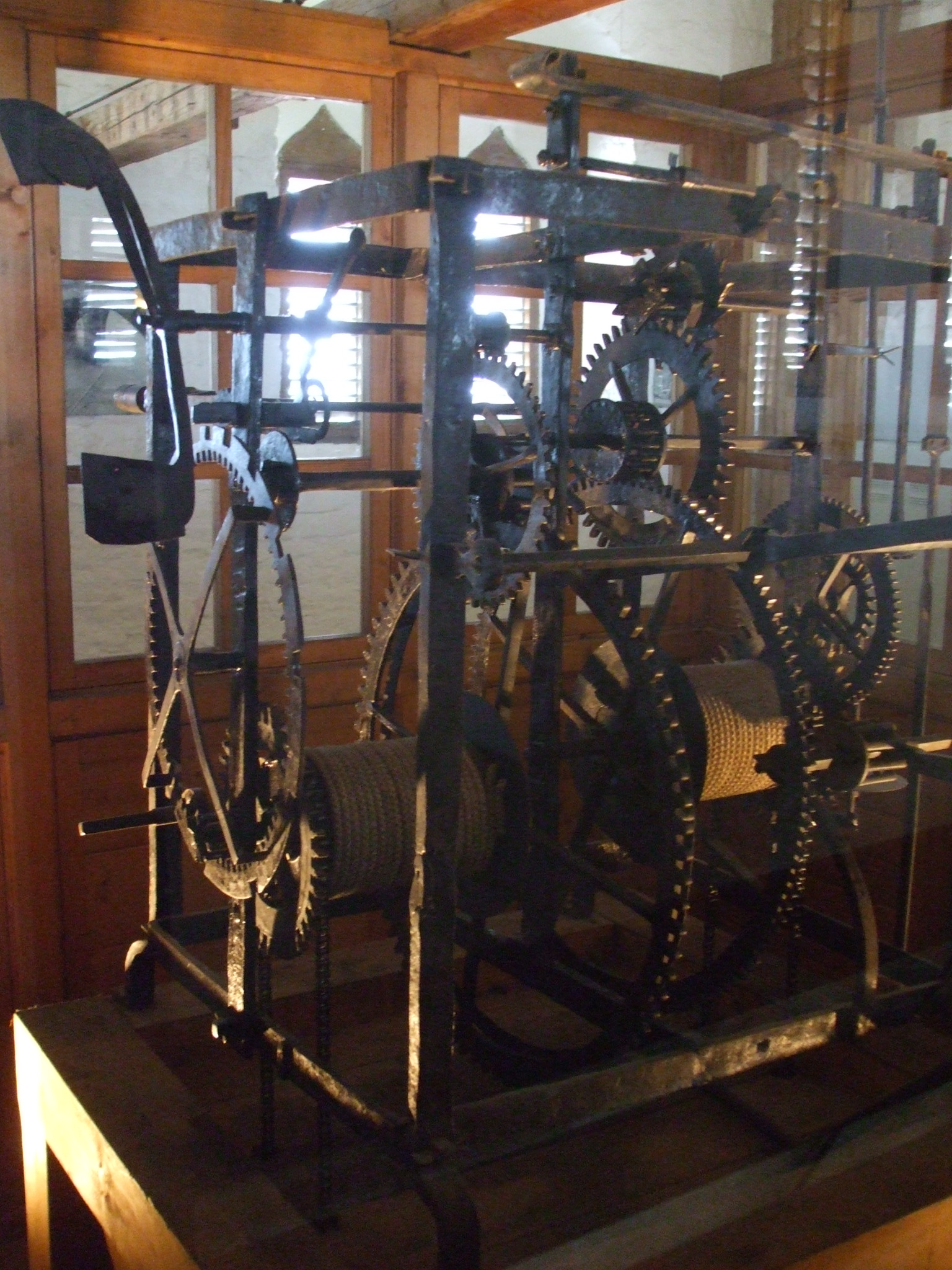
Historisches Uhrwerk im Bayertor
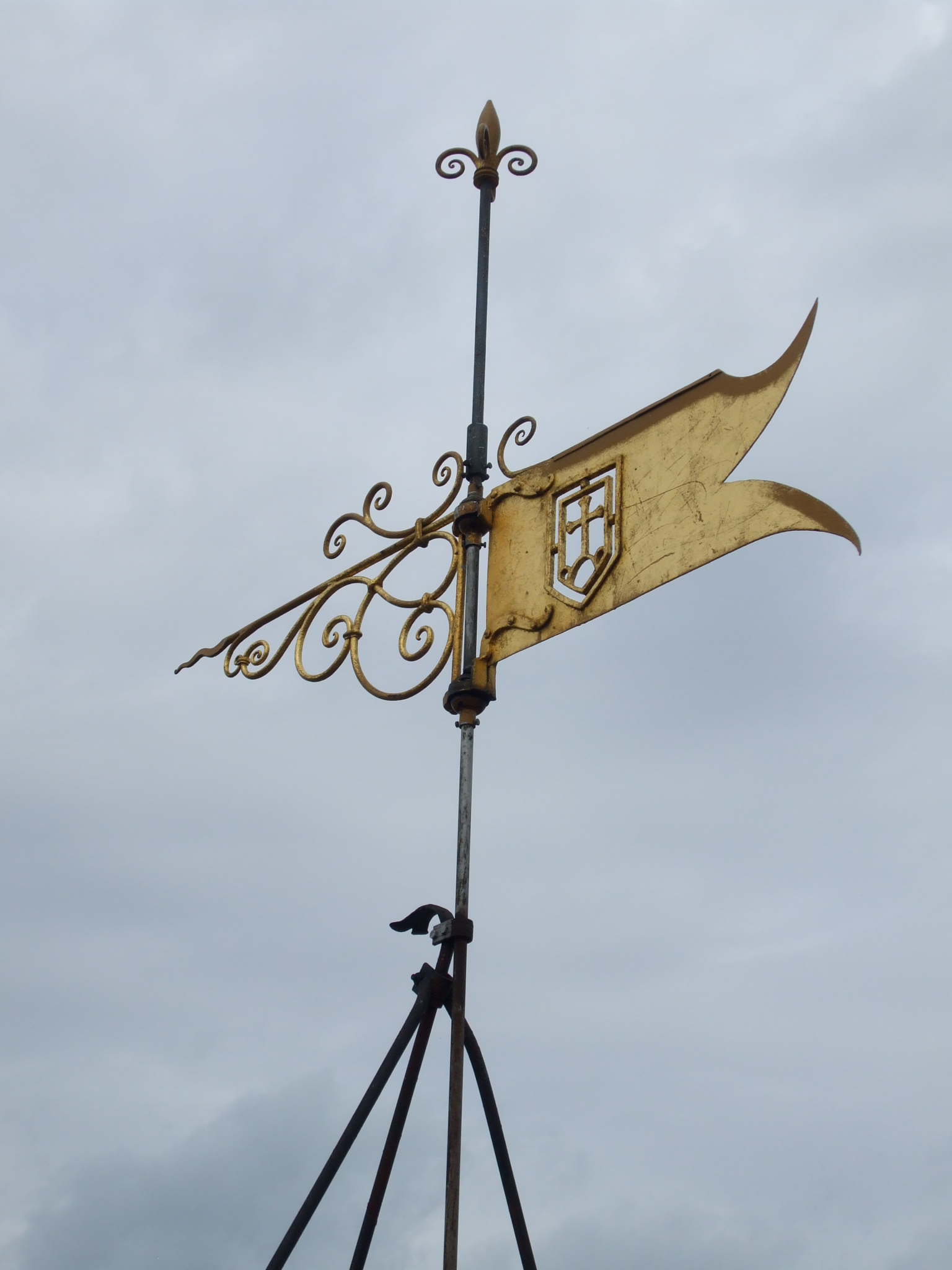
Wetterfahne auf dem Bayertor
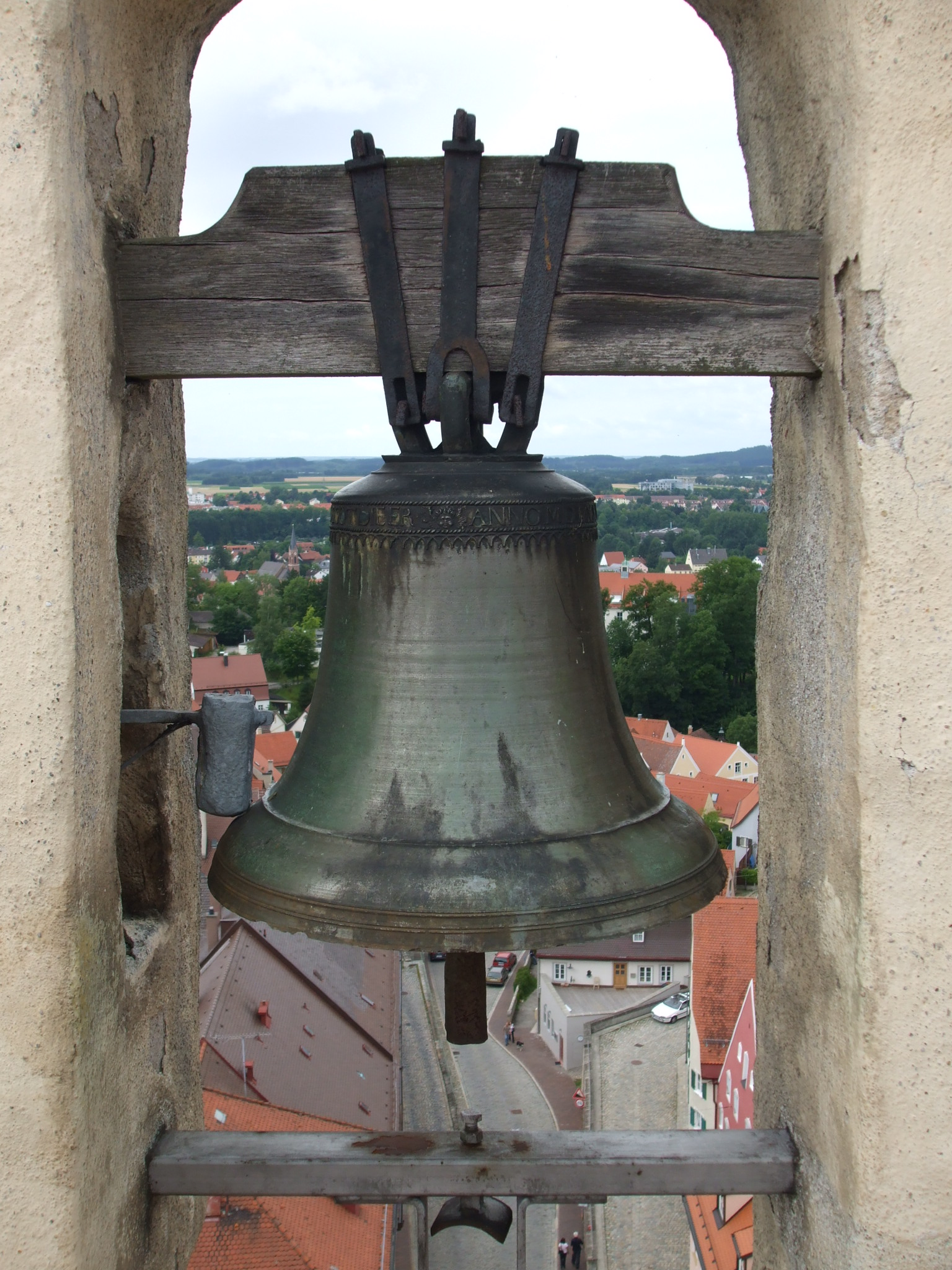
Schwedenglocke auf dem Bayertor